# Liddes
Liddes es una comuna suiza del cantón del Valais, localizada en el distrito de Entremont. Limita al oeste y al norte con la comuna de Orsières, al noreste y este con Bagnes, y al sur con Bourg-Saint-Pierre.